# حسن حمادة
حسن حمادة واسمه الكامل هو حسن ميري آل حمادة ولد عام 1968 هو عقيد سابق في سلاح الجو السوري. اشتهر حسن بعدما فرّ بطائرة من طراز ميج 21 في الواحد والعشرين من يونيو/حزيران 2012 باتجاه الأردن خلال الحرب الأهلية السورية.

## الخدمة العسكرية
قبل انشقاقه عن سلاح الجو السوري في يونيو/حزيران 2012. خدم حسن حمادة في قاعدة جوية في محافظة السويداء كما شغل منصب رئيس فريق البحث العلمي في اللواء 93.

## الانشقاق
قال مصدر أمني أردني أن حمادة حلّق بطيارته من مطار عسكري شمال شرق دمشق ثم حطّ في مطار قاعدة الملك الحسين الجوية على الساعة الحادية عشر صباحا. في الوقت ذاته أكدَ التلفزيون السوري أن الاتصالات قد فُقدت مع ربان الطائرة في الساعة 10:34 صباحا حيث كان في مهمة تدريبية بالقرب من الحدود مع الأردن. بعد ان هبطت حمادة بسلام في قاعدة الملك حسين الأردينة؛ أزل الشارة الجوية السورية مباشرة ثم طلب حق اللجوء السياسي في الأردن وهذا ما حصل حيث منحته السلطات في الأردن الحق في ذلك. جدير بالذكر هنا أن حمادة لم يكن الحالة الأولى التي انشقت عن النظام السوري بل فعلها المئات من قبله لكنّ يبقى حمادة أول طيار من سلاح الجو السوري ينشق من خلال مغادرة البلاد. أكّد النشطاء السوريين بعد هذه الواقعة أن حمادة قد تلقى أمرًا من الأسد بقصف مناطق في سوريا وهذا ما رفضه الطيار مما دفعه إلى التحليق ومغادرة الأجواء السورية. ردًّا على ذلك قامت القوة شبه العسكرية التابعة للنظام السوري والمعروفة أكثر باسم الشبيحة بإشعال النار في منازل حمادة وأخيه وأمه. لكن وفي المقابل فقد ذكرت مصادر من المعارضة أنّ عائلة حمّادة قد هربت إلى تركيا قبل انشقاقه.
أثار انشقاق حمادة الكثير من التساؤلات حول ما إذا كان هناك ولاء للرئيس بشار الأسد وهل هذا الأخير قادر على بسط سيطرته على فرع القوات الجوية العسكرية التي شهدت انشقاقات متعددة. ينتمي حمادة مثل معظم الطيارين السوريين إلى المسلمين السنة الذين يُشكلون الأغلبية في سوريا. انتشرت بعد هذا الحادث العديد من الأخبار والتقارير التي تُفيد بأن الطيارين السنّة سيواجهون قيودا جديدة على أي بعثات طيران مقبلة. خلف انشقاق حمادة توترات إضافية بين الأردن وسوريا، حيث طلبت سوريا من الأردن إعادة الطائرة والطيار معًا فيما سعت المملكة الهاشمية إلى تجنب التورط في الصراع الدائر في سوريا وحاولت تبسيط القضية. وفقا لبعض المصادر فإن الطائرة التي فرّ بها حمادة كانت تُستعملُ في حمل الغازات السامة وقصف منازل السوريين. بعد قضائه لفترة في الأردن؛ قرّر حسن حمادة اللجوء إلى بلدة الريحانية الحدودية في تركيا.

## الأنشطة العسكرية
عاد حسن حمادة في آذار/مارس 2014 إلى محافظة إدلب في شمال غرب سوريا حيث شكّل هناك تجمع القوة 21 التابع للجيش الحرّ. تم دعم الفريق من قبل المجلس العسكري الأعلى كما تمّ تزويده ببي جي إم-71 تاو وبصواريخ أخرى موجهة ومضادة للدبابات من الولايات المتحدة والمملكة العربية السعودية. عمل الفريق كذلك على التواصل السياسي مع الائتلاف الوطني لقوى الثورة والمعارضة السورية. بسبب خدمته السابقة في القوات الجوية السورية؛ شارك عمادة في عام 2016 في تطوير صاروخ أرض-جو قصير المدى ضمن تجمع القوة 21.